# Bima (stad)

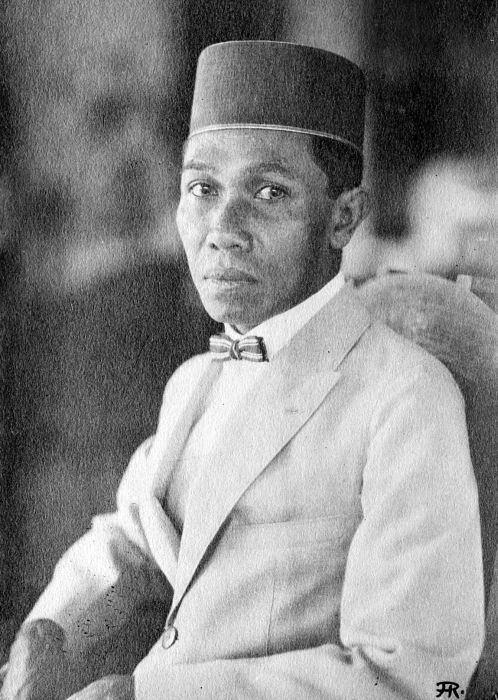
Portret van de Sultan van Bima (1920-1943).

Bima is een plaats in Indonesië. Het is de grootste stad op het oostelijke schiereiland van Sumbawa en heeft ongeveer 50.000 inwoners.

## Bezienswaardigheden
Het Sultanspaleis van Bima is gebouwd in 1927. Bij de entree staan oude kanonnen en binnen is, naast de kroon van de sultan, ook een collectie krissen te bewonderen. De fraaiste exemplaren zijn ingelegd met goud en edelstenen.
- Het graf van Sultan Nuruddin. Deze sultan regeerde van 1630 tot 1640.
  - De Haven van Bima. Veel bedrijvigheid. Er wordt zout, sojabonen, gedroogd zeewier en sjalotten geëxporteerd.

## De omgeving van Bima
- Dara. 2 km van Bima ligt de plek waar mogelijk vroeger het oude koninkrijk Bima lag. Er is onder andere een oude waterput.
- Tolobali. Hier bevindt zich de Dantara tombe, het graf van de eerste sultan van Bima. Ook is een bezoek aan een van de vele dorpjes waar op traditionele kleren, messen en dakpannen worden gemaakt mogelijk.
- Dou Donggo. Het Donggo gebied ligt veertig km ten westen van Bima. De Dou Donggo stam zijn mogelijk de originele bewoners van het eiland. Ze zijn bij de komst van de islam de bergen in gevlucht en hangen nog steeds hun oude animistische geloof aan. Vooroudervereering speelt nog steeds een belangrijke rol speelt. Het geloofssysteem lijkt veel op dat van de Soembanezen (Marapu). Mbawa is het meest traditionele dorp met een prachtig traditioneel gemeenschapshuis (Rumah Adat).
- Het Wavogebied. Een geïsoleerd, moeilijk toegankelijk gebied met veel oude tradities. De typische huizen in dit prachtige groene gebied zijn op palen gebouwd en hebben vaak een grasdak.

## Transport
- Van Bima naar Sumbawa Besar, de hoofdstad van Sumbawa in het westen
- Van Bima naar Sape, de haven voor boten naar Komodo en Labuhan Bajo op Flores is het twee uur rijden.
- Het vliegveld bevindt zich op 16 km van Bima. Het is goed bereikbaar en heeft dagelijkse vluchten op Denpasar (Bali), Ende (Flores), Kupang (Timor), Labuanbajo (Flores), Mataram (Lombok), Yogyakarta, Semarang en Surabaya (allen op Java). Ook zijn er elke week een aantal vluchten naar Tambolaka (West-Sumba), Waingapu (Oost-Sumba), Ruteng, Maumere en Bajawa (allen op Flores).

## Geboren
- Hendrik Willem Frederik Tramburg, 12 oktober 1843, was een Nederlands majoor titulair der infanterie van het Indische leger en ridder in de Militaire Willems-Orde.